# گروه کلاسیک
در ریاضیات، گروه‌های کلاسیک (به انگلیسی: Classical Groups)، شامل این موارد تعریف می‌گردند: گروه‌های خطی خاص روی اعداد حقیقی {\displaystyle \mathbb {R} }، اعداد مختلط {\displaystyle \mathbb {C} } و چهارگان‌ها {\displaystyle \mathbb {H} }، گروه‌های خودریختی خاص فرم‌های دوخطی متقارن یا اریب-متقارن و فرم‌های یک-و-نیم خطی هرمیتی و اریب-هرمیتی تعریف شده بر روی فضاهای برداری متناهی بعدی حقیقی، مختلط و چهارگان. از بین این موارد، گروه‌های لی کلاسیک مختلط، شامل چهار خانواده از گروه‌های لی ساده اند که به همراه گروه‌های استثنایی، رده بندی گروه‌های لی ساده را تکمیل می‌کنند. گروه‌های کلاسیک فشرده، فرم‌های حقیقی فشرده‌ای از گروه‌های کلاسیک مختلط اند. حالت متناهی مشابه با گروه‌های کلاسیک، گروه‌های کلاسیک از نوع لی اند. عبارت «گروه کلاسیک» توسط هرمان ویل ابداع شد، همچنین این عبارت عنوان تک‌نگاری ۱۹۳۹ او نیز بود (The Classical Groups).
گروه‌های کلاسیک، عمیق‌ترین و مفیدترین بخش موضوع مربوط به گروه‌های لی خطی را تشکیل می‌دهند. اکثر انواع گروه‌های کلاسیک در فیزیک کلاسیک و مدرن کاربرد پیدا می‌کنند. مثال‌های معدودی از این کاربردها در ادامه ذکر می‌گردند. گروه دورانی {\displaystyle SO(3)}، تقارنی از فضای اقلیدسی و تمام قوانین بنیادی فیزیک است، گروه لورنتزی {\displaystyle O(3,1)} نیز گروهی تقارنی فضا-زمان و نسبت خاص می‌باشد. گروه یکانی خاص {\displaystyle SU(3)}، گروه تقارنی کرومودینامیک کوانتومی بوده و گروه همتافته {\displaystyle Sp(m)} در نسخه‌های مکانیک همیلتونی و مکانیک کوانتومی‌اش کاربرد پیدا می‌کند.